# Рабат–Сале (аэропорт)

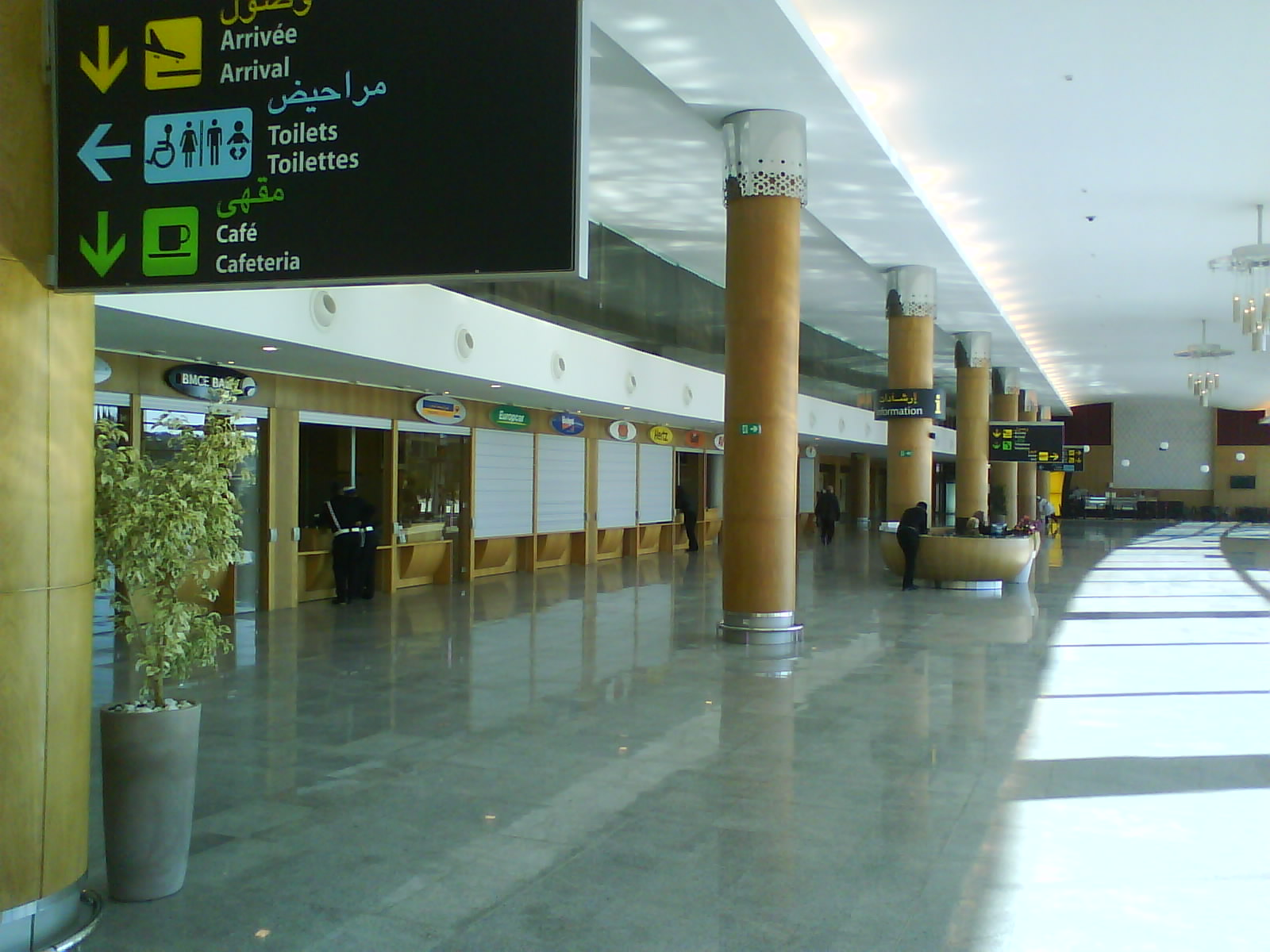
Зал ожидания терминала 1.

Международный аэропорт Рабат-Сале (фр. Aéroport International de Rabat-Salé, араб. مطار الرباط سلا‎) (ИАТА: RBA, ИКАО: GMME) — международный аэропорт, расположенный в городе Сале, также обслуживающий Рабат, столицу Марокко и региона Рабат-Сале-Кенитра. Помимо гражданских рейсов аэропорт также используется военными, там находится Первая авиабаза Королевских ВВС Марокко. Аэропорт расположен примерно в 8 км к северо-востоку от Рабата и примерно в 90 км к северо-востоку от Касабланки.

## История
Во время Второй мировой войны аэропорт использовался как военный аэродром как Королевскими ВВС, так и ВВС Армии США. В период с 25 апреля по 1 июня 1943 года в аэропорту базировались B-26 Marauder 319-й бомбардировочной авиагруппы. После того, как американцы вывели свои боевые части в середине 1943 года, аэропорт использовался в качестве промежуточной остановки для самолетов командования воздушного транспорта на маршруте Касабланка-Алжир. Когда война закончилась, управление аэродромом было возвращено гражданским властям.
В первые годы холодной войны Стратегическое авиационное командование ВВС Армии США использовало аэропорт в качестве штаб-квартиры своих 5-й и 316-й авиадивизий. Различные самолеты стратегического командования, в первую очередь B-47 Stratojet и KC-97 Stratofreighter, базировались в аэропорту до тех пор, пока ВВС США не были выведены из Марокко в 1957 году.

## Характеристики

### Терминалы
20 января 2012 года было открыто новое здание Терминала 1, а старое здание терминала (всегда называемое Терминалом 2) закрылось. Терминал имеет площадь 16 000 м2 и максимальную пропускную способность 3,5 миллиона пассажиров в год, что более чем в два раза превышает пропускную способность старого терминала.
В общественной зоне, рядом с выходами на прибытие, расположены агентства по аренде автомобилей, банки, банкомат, кафе-бар с небольшим киоском и таксофоны. В зоне отправлений есть кафе-бар, магазин беспошлинной торговли, телефоны, комната для курения. Добраться до аэропорта можно на такси, автобусе или личном автомобиле; имеется парковочное место.
Рабат-Сале — один из шести аэропортов Марокко, где ONDA предлагает специальные VIP-услуги Salon Convives de Marque.
Грузовой терминал занимает площадь 1360 м2.
В 2018 году в аэропорту начались работы по расширению, предполагается, что после расширения аэропорт сможет принимать 4 миллиона пассажиров.

### Перрон
Для пассажирских самолетов доступна площадь 84 000 м2 с четырьмя телескопическими трапами и 10 стоянками. Стоянки рассчитаны на 1  Boeing 747, 3  Boeing 737, 2 Airbus A310 и 4 Airbus A320.

### Взлетно-посадочная полоса
Единственная взлетно-посадочная полоса проходит в направлении 03/21 и имеет размеры 3500 × 45 метров. Аэропорт имеет сертификат ILS класса 1 и предлагает следующие радионавигационные средства: VOR – DME – NDB.

## Авиакомпании и направления
Следующие авиакомпании выполняют регулярные и чартерные рейсы в аэропорту Рабат-Сале:

## Статистика
Данные из запроса в Викиданные.
| 2010    | 2011           | 2012           | 2013            | 2014            | 2015           | 2016            | 2017           | 2018           | 2019              | 2020            | 2021            | 2022            |
| ------- | -------------- | -------------- | --------------- | --------------- | -------------- | --------------- | -------------- | -------------- | ----------------- | --------------- | --------------- | --------------- |
| 357 773 | 372 145 ▲4,02% | 351 867 ▼5,45% | 485 713 ▲38,04% | 684 213 ▲40,87% | 705 950 ▲3,18% | 873 169 ▲23,69% | 923 576 ▲5,77% | 987 485 ▲6,79% | 1 100 846 ▲22,13% | 299 333 ▼72,81% | 468 875 ▲56,60% | 873 305 ▲86,26% |

## Авиакатастрофы и происшествия
- 12 июля 1961 года самолет Ил-18 Czech Airlines, следовавший из аэропорта Цюриха в аэропорт Рабат-Сале, направился в аэропорт Касабланка-Анфа после получения информации о погоде, указывающей на туман в Рабате. Поскольку условия в GMMC также были плохими, капитан самолета попросил разрешения приземлиться в аэропорту Нуассер, тогдашней базе ВВС США. Пока диспетчеры связывались с американскими властями, самолет потерпел крушение в 13 км к юго-западу от авиабазы. Все находившиеся на борту 72 человека (64 пассажира, 8 членов экипажа) погибли. Точная причина аварии так и не была обнаружен[8].
- 12 сентября 1961 года вблизи аэропорта разбился самолет Sud Aviation Caravelle Air France следовавший из парижского аэропорта Орли в аэропорт Рабата. Погодные условия в это время были неблагоприятными: густой туман и плохая видимость. Пилот сообщил диспетчеру о своем намерении приземлиться с помощью приводной радиостанции. Диспетчерская служба предупредила пилота о том, что радиостанция находится не на одной линии с взлетно-посадочной полосой, но на это сообщение ответа не последовало. Самолет разбился в 9 км к ЮЮЗ от аэропорта. Все находившиеся на борту 77 человек (71 пассажир, 6 членов экипажа) погибли. Точная причина так и не была обнаружена, но исследователи сообщили об ошибках в показаниях приборов как о наиболее вероятной причине[9].